# Zwei auf gleichem Weg
Zwei auf gleichem Weg ist eine US-amerikanische Liebeskomödie von Stanley Donen aus dem Jahr 1967, die eine zwölfjährige Beziehung eines Architekten und seiner Frau erzählt. In den Hauptrollen sind Audrey Hepburn und Albert Finney zu sehen.
Trotz des geringen Erfolges an der Kinokasse gilt er besonders wegen seiner nicht-linearen Erzählweise als einflussreicher Film der 1960er Jahre. Für das Skript wurde Drehbuchautor Frederic Raphael mit einer Oscar-Nominierung bedacht.

## Handlung
Der Film handelt von den jährlichen Urlaubsfahrten des Ehepaares Wallace von England an die französische Mittelmeerküste. Bei der ersten Fahrt lernen sich Joanna und Mark kennen, später fahren sie zusammen mit einem befreundeten Ehepaar und deren Tochter, Jahre später mit Marks Auftraggeber, dann wieder allein, und zum Schluss mit ihrer gemeinsamen Tochter – jedes Mal auf derselben Strecke.
Die Erzählreihenfolge der Reisen ist nicht chronologisch geordnet, sie orientiert sich vielmehr an den örtlichen und thematischen Zusammenhängen.

## Kritiken
- Lexikon des internationalen Films: „Eine leichtgewichtige Komödie mit ernstem Hintergrund, hervorragend gespielt und montiert, aber nicht immer ganz glaubwürdig, wenn die Probleme in oberflächlicher Weise überspielt werden.“
- Evangelischer Filmbeobachter: „Niveauvoller, leichter Unterhaltungsfilm, in dem die Entwicklung einer Ehe bis zur Entfremdung dargestellt wird. In den heiteren Passagen überzeugend, in den ernsthaften nicht ganz gelungen, ist der Film sehenswert vor allem durch das Spiel von Audrey Hepburn und Albert Finney. Ab 18 zu empfehlen.“ (Kritik Nr. 392/1967)
- Die Filmbewertungsstelle Wiesbaden erteilte dem Werk das Prädikat «Wertvoll».

## Auszeichnungen
Oscars 1968
- Nominierung in der Kategorie Bestes Drehbuch für Frederic Raphael

Golden Globe Awards 1968
- Nominierung in der Kategorie Beste Schauspielerin in Film, Komödie oder Musical für Audrey Hepburn
- Nominierung in der Kategorie Beste Original-Musik

British Film Academy Awards 1968
- Nominierung in der Kategorie Bestes britisches Drehbuch für Frederic Raphael